# Y Piscium
Y Piscium (Y Psc) és un estel variable a la constel·lació dels Peixos, visualment situat a poc més de 2º al nord-est de θ Piscium. La seva magnitud aparent màxima, en banda B, és +9,60. D'acord amb la nova reducció de les dades de paral·laxi d'Hipparcos, Y Piscium s'hi troba a una incerta distància de 800 parsecs (2.600 anys llum), encara que l'error en el mesurament és igual al valor de la pròpia mesura.
Y Piscium és un binari espectroscòpic amb un període orbital de 3,7658 dies. L'estel primari és un estel blanc de tipus espectral A3 amb una lluminositat 65 vegades superior a la del Sol. Posseeix una massa entre 2,05 i 2,80 masses solars i un radi entre 2 i 3,1 radis solars. L'estel secundari és un subgegant taronja de tipus K0IV. La seva lluminositat és 8,5 vegades major que la lluminositat solar, encara que amb prou feines contribueix amb l'11 % a la lluminositat conjunta del sistema. Amb una massa inferior a la solar —entre el 53% i el 70% d'aquesta—, el seu radi és entre 3,6 i 4,0 vegades més gran que el del Sol.
Y Piscium és un binari eclipsant, no gaire diferent a Alphecca (α Coronae Borealis) o a Y Camelopardalis. Durant l'eclipsi principal, la lluentor d'Y Piscium disminueix 3 magnituds, mentre que en el secundari la disminució de lluentor no és perceptible.